# Ligne Lyon - Grenoble
La ligne de Lyon à Grenoble est une section de ligne ferroviaire française électrifiée à double voie et à écartement standard de la région Rhône-Alpes. Elle constitue d'un point de vue administratif la première partie de la ligne de Lyon-Perrache à Marseille-Saint-Charles (via Grenoble), qui est inventoriée sous le numéro 905 000 du Réseau ferré national (RFN) mais qui n'est exploitée que par segments. Elle relie depuis 1862 Lyon le chef-lieu du département du Rhône à Grenoble celui du département de l'Isère. Cette ligne est moins détournée que celle qui existait précédemment entre Saint-Rambert-d'Albon et Grenoble via Rives, et qui avait été la première ligne de chemin de fer à atteindre et desservir Grenoble, en 1858.
Sur le plan du trafic des voyageurs, la ligne TER de Lyon à Grenoble est avec plus de 5 482 500 voyageurs annuels la première de la Région Rhône-Alpes, devant celle de Lyon à Saint-Étienne (1 712 325 voyageurs annuels).

## Histoire de la ligne

### Mises en service
Le 5 novembre 1856, la Compagnie du Chemin de fer de Saint Rambert-d'Albon à Grenoble ouvre une ligne de 56 km entre Saint-Rambert-d'Albon (Vallée du Rhône) et Rives. Le dépôt principal de la Compagnie était à Saint-Rambert-d'Albon et un dépôt annexe (avec plaque tournante) était à Rives. Le 10 juillet 1857 la compagnie met en service le tronçon de Rives à Pique-Pierre à l'entrée de Grenoble. le 5 décembre 1857 la compagnie devient Compagnie du Dauphiné. Enfin, le 1er juillet 1858 après achèvement du pont sur l'Isère, le tronçon de Pique-Pierre à Grenoble est ouvert. La ligne de Saint-Rambert d'Albon à Grenoble via Rives fut donc la première ligne de chemin de fer à arriver à Grenoble.
La ligne de Lyon à Grenoble est concédée à la Compagnie du chemin de fer de Saint-Rambert à Grenoble par une convention signée le 16 mars 1857 entre le ministre des Travaux publics et la Compagnie. Cette convention est approuvée par un décret impérial le 18 mars 1857.
Par une délibération d'assemblée générale du 26 février 1856, la Compagnie du chemin de fer de Saint-Rambert à Grenoble est rebaptisée Compagnie des chemins de fer du Dauphiné. Cette modification est approuvée par décret impérial le 5 décembre 1857.
Un traité passé le 22 juillet 1858 entre la Compagnie des chemins de fer de Paris à Lyon et à la Méditerranée et la Compagnie des chemins de fer du Dauphiné prévoit le rachat de cette dernière. Ce traité est approuvé par deux décrets impériaux le 11 juin 1859,.
Le 1er septembre 1858, le PLM met en service le tronçon de Lyon à Bourgoin-Jallieu. Il faut ensuite attendre le 2 janvier 1861 pour voir ouvrir la section entre Le Grand-Lemps et Rives. Ensuite les ouvertures de tronçons s'enchaînent avec le 22 août 1861 la mise en service de celui entre Bourgoin-Jallieu à Saint-André-le-Gaz. Le 9 janvier 1862 c'est au tour de celui entre Châbons et Le Grand-Lemps. Enfin, le 14 juin 1862 la ligne de Lyon à Grenoble est complétée par l'ouverture de la section centrale de Saint-André-le-Gaz à Châbons.

### Avant et pendant la Seconde Guerre mondiale
- En 1933, le Centre Autorails de Grenoble reçoit les autorails Michelin dites « Michelines » ZZR 1 et 2 du PLM.
- En 1933, une « Micheline », autorail Michelin, du dépôt de Grenoble, relie Grenoble à Lyon en 1h05.
- Le 20 septembre 1935, transfert des autorails ZZR 1 et 2 du Centre Autorails de Grenoble à celui de Besançon.
- En 1936 et 1937, mise en service des nouveaux autorails Decauville ZZP 1 à 9 du PLM au Centre autorails de Grenoble, modifiés en 1952/1953, et renumérotés X 52001 à 52009 en 1962 formant la série X 52000 de la SNCF.
- En 1937, le Centre Autorails de Grenoble reçoit 4 autorails-fourgons Berliet de la série BE ZZDM 101 à 104 et deux autorails Berliet de la série BE 3001 à 3014 de 250 ch, pour des services sur Lyon - Grenoble.
- Le PLM est repris par la SNCF le 1er janvier 1938, à la suite du décret du 31 août 1937).
- En 1938, les locomotives à vapeur 141C des dépôts de Lyon-Mouche, Vénissieux et Grenoble assuraient la traction de nombreux trains sur Lyon - Grenoble.
- En hiver 1938, circulation du train rapide nocturne 29/30 Paris - Grenoble via Dijon et Lyon.
- Le 25 avril 1942, le dépôt de Vénissieux reçoit la locomotive à vapeur 141P 1, la 1re de la série des 141P.
- Le 1er août 1942, le roulement des locomotives à vapeur 141C et 141 E (141C modifiées) du dépôt de Grenoble indiquait des circulations sur Grenoble - Lyon.
- En mars 1943, la ligne Lyon - Grenoble est desservie pour la 1re fois par une locomotive à vapeur du type 141P du dépôt de Vénissieux.
- Au printemps 1943, le dépôt de Grenoble reçoit le transfert de 2 premières locomotives à vapeur 141P venant du dépôt de Venissieux.
- Le 31 janvier 1944, le dépôt de Grenoble reçoit le transfert 8 autres locomotives à vapeur 141P venant du dépôt de Vénissieux.
- Le 15 mai 1944, toutes les 141P no 1 à 15 font partie des effectifs du dépôt de Grenoble, avec des roulements sur Grenoble - Lyon.
- En 1945, mise en service des nouveaux autorails Decauville XDC 2001 à 2010 au Centre autorails de Grenoble, renumérotés X 52101 à X 52110 et formant la série X 52000 de la SNCF.

### Après la Seconde Guerre mondiale
- Le 31 août 1946, le dépôt de Grenoble reçoit ses 4 premières locomotives à vapeur de type 141 R (à charbon), suivies en septembre 1946 de 13 autres 141 R, toutes neuves, avec des roulements sur Grenoble - Lyon. Les 141 R de Grenoble remplacent progressivement les 141P grenobloises qui sont mutées progressivement de 1946 à 1948 et pour la quasi-totalité au dépôt de Dôle. Les 141P du dépôt de Vénissieux continuent leurs roulements sur Lyon - Grenoble.
- En 1952 et 1953, transformation des autorails Decauville ZZP 1 à 9 (futurs X 52000) du Centre autorails de Grenoble. Ces autorails sont modifiés par analogie aux XDC 2100 (futurs X 52100) avec, entre autres, la suppression de leurs capots d'extrémités qui leur avait valu le surnom de "Nez de cochon".
- En 1954, dernière circulation d'une locomotive à vapeur 141P sur Lyon - Grenoble et suppression de ce type de locomotive au dépôt de Vénissieux.
- En mai 1955, 3 autorails X 2400 sont affectés au Centre autorails de Grenoble, avec des roulements sur Lyon.
- Le 1er janvier 1958, 4 autorails X 2400 sont basés à Grenoble.
- Le 20 juin 1958, le dépôt de Lyon-Vaise reçoit son 1er autorail de la série X 2800, l'X 2818.
- En décembre 1961, le dépôt de Lyon-Vaise engage des X 2800 sur Lyon - Grenoble.
- Le 30 mai 1965, le train SB/BS Lyon - Bordeaux via Clermont-Ferrand et Ussel, est amorcé à Grenoble et devient l'IB/BI "Isère-Bordeaux" assuré en RGP2 de la série X 2700.
- En 1965, la rame tricaisses RGP1 rouge ex-TEE, composée des X 2734 + XR 7716 + X 2723, qui formait la rame présidentielle du Général Charles de Gaulle avait été mise à disposition de Monsieur Alexis Kossyguine, ministre soviétique des affaires étrangères pour sa visite en 1965 du Commissariat à l'Énergie Atomique (CEA) à Grenoble depuis Paris via Lyon.
- Le 1er janvier 1968, le dépôt de Grenoble perdait ses 5 dernières locomotives à vapeur 141 R charbon, toutes mutées au dépôt de Nevers et la 141 R 129 fut la dernière à quitter Grenoble pour aller par ses propres moyens à Nevers. Le dépôt de Grenoble devenait un relais pour les 141 R, les BB 66000 et les BB 67000 du dépôt de Vénissieux.
- En février 1968, lors des Xèmes Jeux Olympiques d'Hiver de Grenoble du 06 au 18 décembre 1968, de nombreux trains supplémentaires ont lieu dont plusieurs venant de Paris et de Lyon. Des renforts de locomotives sont envoyés à Grenoble (dont huit A1A A1A 68500 du dépôt de Chalindrey, huit A1A A1A 68000 de l'Ouest, et des BB 67000 des dépôts de Clermont-Ferrand, Nîmes et Strasbourg. Le triage fret de La Buisserate fut neutralisé pour garer les rames voyageurs supplémentaires.
- Le 1er juillet 1969, le dépôt de Lyon-Vaise réceptionne l'autorail de 1re classe X 2913 (série X 2800/X 2900) pour assurer des relations Lyon - Grenoble.
- Le 22 février 1969, la locomotive diesel CC 72013, du dépôt de Vénissieux, fut la première CC 72000 a tracter un train Paris - Grenoble depuis Lyon.
- Le 14 juin, le turbotrain expérimental X 2061 (TGS) vient en essais sur Lyon - Grenoble.
- Le 22 mai 1971, dernière circulation du train IB/BI Grenoble - Bordeaux via Lyon.
- Le 23 mai 1971, création du train bi-tranche 5015 Paris - Lyon - Avignon/Grenoble.
- En septembre 1991, mise en service de l'électrification en courant 25 kV 50 Hz de la section de ligne Grenoble - Gières permettant l'amorce en gare de Gières-Campus de quelques trains pour Rives.
- Le 13 mai 1972, train spécial, "Adieu à la vapeur" pour les voyageurs, tracté par la locomotive à vapeur 141 R 1187 entre Lyon - Grenoble et gare de Grenoble-Olympique (et retour) à l'occasion des Journées ferroviaires de Grenoble avec exposition de matériel ferroviaire en gare de Grenoble.
- En septembre 1972, dernière circulation du train Lyon - Marseille via Grenoble et Veynes. À noter que pendant l'été 1972, et seulement cet été, ce train était tracté par une locomotive diesel CC 72000 du dépôt de Vénissieux.
- Le 10 janvier 1973, dernière circulation d'une locomotive à vapeur sur Grenoble - Lyon avec sur le TM 65.758 (marchandises) tracté par la 141 R 1187 (série 141 R fuel) du dépôt de Vénissieux. Cette locomotive figure aujourd'hui au musée du chemin de fer de Mulhouse.
- En juillet 1973, à la suite d'une interruption de la ligne Lyon - Valence, de nombreux trains sont détournés via Lyon, Grenoble et Valence, dont les trains Paris - Nice, Nice - Paris, Cerbère - Paris, Strasbourg - Vintimille, Avignon - Dijon.
- Le 6 mai 1975, première circulation commerciale d'un turbotrain ETG sur Lyon - Grenoble.
- Le 28 septembre 1975, mise en service des turbotrains ETG sur Valence - (Moirans) - Grenoble - Chambéry - Genève.
- Le 19 octobre 1975, circulation d'un train spécial Lyon - Grenoble - Veynes (et retour) avec la locomotive à vapeur 141 R 1187.
- Le 17 juin 1980, l'autorail X 2101 (de la série X 2100) vient en essais sur Lyon - Grenoble, puis les jours suivants sur Grenoble - Lus-la-Croix-Haute et Grenoble - Montmélian.
- En été 1983, les turbotrains RTG font leurs premières apparitions sur Lyon - Grenoble.

### Après l'électrification et la mise en service du TGV
La mise en service de la LGV Sud-Est entre Paris et Lyon le 22 septembre 1983 entraîne la suppression des trains classiques diurnes directs entre Paris et Grenoble. Les relations entre Paris et Grenoble se font alors par correspondance avec les TGV à Lyon, en environ 4 heures. Le 24 octobre 1983, la Gare de Lyon-Part-Dieu est inaugurée et remplace celle de Lyon-Brotteaux, trop exiguë. Cette mise en service permet de reporter le terminus lyonnais de la plupart des trains entre Lyon et Grenoble de la Lyon-Perrache à Lyon - Part-Dieu. À compter de cette date, seuls les omnibus arrivent à Lyon-Perrache.
L'électrification en courant 25 kV 50 Hz de la ligne de Lyon à Grenoble est mise sous tension le 18 février 1985 avec la locomotive électrique de reconnaissance BB 22216 (série BB 22200) de la SNCF. Les essais de rames TGV sont effectués par 2 rames tritension (séries 110 à 117 utilisées normalement sur la desserte Paris-Lausanne, conçues également pour le réseau CFF, en 15Kv basse fréquence 16 Hz 2/3 (aujourd'hui : Lyria). Cette électrification est inaugurée le 4 mars 1985 avec un TGV. Elle permet de mettre en service dès le même jour la relation commerciale en TGV entre Paris et Grenoble par Lyon-Part-Dieu. Ce service est alors assuré à raison de trois aller-retours. Le 2 juin 1985, deux allers-retours (trois le vendredi) quotidiens supplémentaires de TGV sont créés entre Paris et Grenoble. Les voitures Corail directes diurnes entre Paris et Grenoble sont alors supprimées, ainsi que le dernier train direct nocturne.
En 1987, sont mises en service entre Lyon et Grenoble des rames réversibles Corail tractées ou poussées par des locomotives électriques de la série BB 25200.
Le 13 décembre 1992 est mise en service le premier tronçon de la LGV Rhône-Alpes entre Montanay et Saint-Quentin-Fallavier. Cette nouvelle ligne permet aux TGV entre Grenoble et Paris de ne plus transiter par le centre de Lyon et de gagner environ 15 minutes sur le trajet. À compter du 3 juillet 1994, l'ouverture de la gare de Lyon-Satolas TGV sur la LGV Rhône-Alpes permet à certains TGV entre Paris et Grenoble de desservir la plate-forme aéroportuaire.
En octobre 1993, les circulations de turbotrains ETG et RTG entre Lyon et Grenoble cesse définitivement.
À la suite de l'électrification entre la gare de Grenoble et celle de Gières (au Sud-Est de Grenoble, sur la Ligne de Grenoble à Montmélian) mise en service le 29 septembre 1996, la gare de Gières-Campus prend le nom de Grenoble-Universités-Gières et devient terminus des trains au départ de Grenoble et à destination de Rives, Saint-André-le-Gaz ou Lyon-Perrache.
La fin des années 1990 voit une hausse des circulations de TGV au départ de Grenoble. Ainsi, le 29 septembre 1996 est mis en service un TGV régulier entre Grenoble et Bruxelles-Midi. Il s'arrête à Lyon Part-Dieu, Marne-la-Vallée, Roissy Charles-de-Gaulle et Lille-Europe. De même, le 28 septembre 1997 sont prolongés sur Grenoble les TGV entre Nantes et Lyon 774/5, 728/9 et 708/9 (et retour).
- En 1999, le train nocturne "Rhône-Océan" Lyon - Nantes est amorcé à Grenoble les fins de semaine. Dans ce cas le train rebrousse à Lyon Perrache avec changement de traction. C'est une BB 26000 SYBIC qui tracte ce train entre Lyon Perrache et Grenoble.
- En 1999, on note sur les roulements SNCF 90 trains par jour entre Rives et Moirans et 121 trains par jour entre Moirans et Grenoble.
- Le 12 août 2003, la locomotive diesel CC 72059 tracte le train 4490/1 " Le Ventadour" Bordeaux - Grenoble via Clermont-Ferrand et Lyon.
- Le 15 juin 2006, mise en service d'automotrices Z2N NG Z 24500 à 2 niveaux entre Lyon-Perrache et Grenoble-Universités-Gières.
- Le 9 mai 2007, circulation d'un train spécial, tracté par la locomotive à vapeur 141 R 1199, Lyon - Grenoble - Chambéry - Culoz - Lyon, pour un groupe d'amateurs anglais.
- Le 8 décembre 2007, dernier jour de circulation des trains Grenoble - Tours (Nantes) et Grenoble - Metz, désormais tous deux limités à Lyon.
- Le 9 décembre 2007, mise en service de l'horaire cadencé horaire sur Lyon - Grenoble et création de trains Grenoble - Dijon par diamétralisation de trains Grenoble - Lyon et Lyon - Dijon, en rames réversibles Corail avec traction ou pousse par des BB 22200 R.

À Moirans, un saut-de-mouton a été mis en service fin 2009. Il supprime le cisaillement de la voie Grenoble-Lyon par les trains en provenance de la ligne de Valence à Moirans et augmente donc significativement la capacité de la section Moirans-Grenoble.
De 2012 à 2014, les voies de la ligne sont renouvelées sur une grande partie du parcours par une suite rapide. La voie 2 est refaite de Moirans à Saint-André-le-Gaz du 16 juillet au 28 octobre 2012, et de Saint-André à Lyon entre janvier et juin 2013. En 2014, c'est la voie 1 qui est reconstruite à son tour entre Moirans et Saint-André-le-Gaz.

## Description de la ligne

Carte de la ligne

### Tracé et profil
La ligne à double voie de Lyon à Grenoble commence par un tronc commun avec la ligne de Lyon à Chambéry, jusqu'à Saint-André-le-Gaz où cette dernière bifurque vers Chambéry sur une voie unique banalisée. La ligne monte ensuite à son point culminant juste après Châbons pour redescendre sur Grenoble via Rives, en passant sur le magnifique viaduc du Pont-du-Bœuf juste après la gare de Rives et la boucle de Voiron, franchissant le tunnel du Criel juste avant la gare de Voiron, puis Moirans où se greffe la ligne de Valence à Moirans, pour arriver enfin à Grenoble. La section centrale de la ligne entre Bourgoin et Moirans effectue de nombreux détours, et son profil est médiocre puisque les déclivités atteignent 16 ‰.

### Équipement
La ligne comporte deux triages (à Vénissieux et à La Buisserate). L'ancien dépôt de Grenoble (avec ateliers, 3 rotondes couvertes et 3 plaques-tournantes) de la Rue Pierre Sémard a été démoli (la grande rotonde circulaire en 1965, et le reste dans les années 1980 pour la création du quartier Europole).

### Vitesses limites
La vitesse maximale de la ligne varie de 80 à 160 km/h. Seules les sections de ligne de Lyon-Vénissieux à L'Isle d'Abeau et de Moirans à St Egrève sont autorisées à 160 km/h.

### Principaux ouvrages d'art
L'ouvrage d'art le plus important de la ligne est le Viaduc du Pont-du-bœuf. Il est situé a proximité de la gare de Rives et franchit la rivière Fure.

## Exploitation et trafic
La ligne Lyon - Grenoble est la première de la Région Rhône-Alpes pour les flux de voyageurs, devant Lyon - Saint-Étienne, et transporte environ 22 000 passagers par jour.
En 2012, sa section la plus chargée, entre Lyon et les bifurcations de Saint-Quentin-Fallavier avec la LGV Rhône-Alpes est parcourue quotidiennement en moyenne par 130 TER, 70 TGV et 12 trains de marchandises.

### Matériels ayant circulé sur la ligne

#### Autorails et automotrices
- Autorails Michelin ZZR 1 et 2 du Centre autorails de Grenoble (de 1935 à 1937).
- Autorails Decauville ZZ P 1 à 9 du PLM puis de la SNCF, modifiés en 1952/1953, renummérotés X 52001 à X 52009 formant la série des X 52000 du Centre autorails de Grenoble (de 1935 à 1973).
- Autorails Decauville XDC 2001 à 2010 de la SNCF, renummérotés X 52101 à X 52110 formant la série des X 52100 du Centre autorails de Grenoble (de 1945 à 1973). L'X 52103 est conservé au musée des chemins de fer de Mulhouse.
- Autorails Berliet de la série BE 3001 à 3014 (de 250 chevaux) du PLM du Centre autorails de Grenoble (2 engins reçus en 1937, ayant circulé jusqu'en 1966).
- Autorails fourgons Berliet pour les messageries, de la série BE ZZDM 101 à 104, tous au Centre autorails de Grenoble (de 1937 à 1966).
- Autorails X 2400 des dépôts de Grenoble et de Lyon-Vaise (de 1955 à 1962).
- Autorails X 2800 du dépôt de Lyon-Vaise (de 1961 à 1985).
- Turbotrain TGS expérimental X 2061 en essais sur Lyon - Grenoble (le 14/06/1969)
- Turbotrains ETG du dépôt de Vénissieux (du 06/05/1975 à 1994).
- Turbotrains RTG du dépôt de Vénissieux (de 1983 à 1994).
- Autorail X 2101 (de la série X 2100) uniquement pour essais sur Lyon - Grenoble et Grenoble - Monestier-de-Clermont.
- Automotrices Z2 (de 1985 à 2001)
- Automotrices TER 2N de la série Z 23500.
- Automotrices TER 2N NG de la série Z 24500, en service actuellement, sur Lyon - Grenoble et précédemment Lyon - Grenoble-Universités-Gières.
- Automotrices B 82500 (depuis 2009) du dépôt de Lyon-Vaise, en service actuellement sur Lyon - Grenoble sur roulement permettant d'acheminer ces rames Bi-Bi sur la ligne du Sillon Alpin entre Valence - Grenoble - Chambéry et Annecy ou Genève. Étant donné que ces rames Bi-Bi roulent sur une ligne électrifiée, ces véhicules fonctionnent, ici, en mode électrique. Lors de remplacement de Z2 Niveaux (sur Lyon-Grenoble, et Rives-Gières), elles fonctionnent, aussi, exclusivement en mode électrique.
- Automotrices Regio 2N de la série Z 55500[10], en service depuis 2016, sur Lyon - Saint-André-le-Gaz[11].

#### Locomotives
- Locomotives à vapeur 242CT du dépôt de Grenoble.
- Locomotives à vapeur 141C des dépôts de Lyon-Mouche, Vénissieux et Grenoble, (de 1920 à 1942).
- Locomotives à vapeur 141E (ex-141C modifiées) des dépôts de Lyon-Mouche, Vénissieux et Grenoble (de 1942 à 1967).
- Locomotives à vapeur 141F (ex-141C modifiées) des dépôts de Lyon-Mouche, Vénissieux et Grenoble (de 1945 à 1967).
- Locomotives à vapeur 141 P SNCF des dépôts de Vénissieux (de 1942 à 1954) et de Grenoble (du printemps 1943 à fin 1947).
- Locomotives à vapeur 141 R des dépôts de Vénissieux (dernier service le 10/01/1973) et de Grenoble (dernier service fin 1967).
- Locomotives diesel BB 66000 du dépôt de Vénissieux (de 1966 à 1975).
- Locomotive BB 67001 (série BB 67000), venue en essais sur Grenoble - Veynes (en 1963).
- Locomotive A1A A1A 68001 (série A1A A1A 68000), venue en essais sur Grenoble - Veynes (en 1963).
- Locomotives diesel BB 67000 des dépôts de Venissieux (dès 1963), Nevers et Chambéry (dès 1963).
- Locomotives diesel A1A A1A 68000 du dépôt de Chambéry (de 1964 à 1969).
- Locomotive diesel BB 69001 (un des 2 prototypes de BB 69000) venue en essais sur Grenoble - Veynes (le 14/04/1964).
- Locomotive diesel CC 70002 (un des 2 prototypes bi-rotors de CC 70000) venue en essais sur Grenoble - Veynes (les 29 septembre 1966 et 21 juillet 1967).
- Locomotives diesel A1A A1A 68500 (seconde sous-série des 68000) du dépôt de Chalindrey (en février 1968).
- Locomotives diesel BB 67300 des dépôts de Vénissieux et de Chambéry.
- Locomotives diesel BB 67400 des dépôts de Vénissieux, Nîmes et Chambéry.
- Locomotive diesel CC 72002 (série CC 72000) du dépôt de Rennes venue en essais sur Grenoble - Veynes (le 12/04/1968)
- Locomotives diesel CC 72000 du dépôt de Vénissieux (du 22 février 1969 à 1989), puis de celui de Nevers (de 1989 à 2005).
- Locomotives électriques BB 25200 du dépôt de Vénissieux (de 1985 à actuellement).
- Locomotives électriques BB 25500 du dépôt de Vénissieux (de 1985 à 2007).
- Locomotives électriques BB 22200 du dépôt de Chambéry (de 1992 à actuellement).
- Locomotives électriques BB 26000 du dépôt de Dijon (sur les Grenoble - Metz, (de 2005 à 2007).
- Locomotive électrique BB 15000 pour essais sur Lyon - Grenoble (en 2007 et en 2009).
- Locomotives électriques BB 22200R, sur Grenoble - Dijon (en service actuellement).
- Locomotives diesel BB 75000 sur des trains de fret Sibelin ou Vénissieux - Grenoble La Buisseratte (depuis 2009).

#### Grands trains ayant circulé sur la ligne
- Train nocturne Paris - Grenoble via Dijon et Lyon (avec voitures lits et voitures couchettes).
- Trains diurnes Paris - Grenoble via Dijon et Lyon (jusqu'en 1981, avec l'arrivée des TGV à Lyon).
- Train diurne Lyon - Grenoble - Veynes - Marseille (jusqu'en septembre 1972).
- Train diurne IB/BI Grenoble - Bordeaux en RGP2 bimoteurs X 2700.
- Train diurne "Le Ventadour" Bordeaux - Grenoble en rame Corail tractée par une locomotive CC 72000 (jusqu'en 2003).
- Trains diurne et nocturne Grenoble - Strasbourg via Lyon, Bourg-en-Bresse, Besançon, Belfort, Mulhouse et Colmar.
- Train nocturne Grenoble - Freiburg-im-Breisgau (Allemagne) via Lyon, Dijon et Mulhouse (les fins de semaine pour les permissionnaires).
- Train diurne Grenoble - Metz, via Lyon, Dijon, Culmont-Chalindrey, Toul et Nancy (jusqu'en 2007).
- Train diurne Grenoble - Nantes via Lyon, Bourges, Vierzon, Tours, Saumur et Angers (jusqu'en 2007).
- TGV diurne Grenoble - Bruxelles-Midi via Lyon Part-Dieu, Marne-la-Vallée, Roissy Charles-de-Gaulle et Lille-Europe du 29/09/1996 à 1999).

## Avenir
Du fait du développement de l'offre TER Rhône-Alpes, cette ligne supporte un nombre de circulations toujours plus important, particulièrement entre Lyon et Bourgoin-Jallieu d'une part, et Grenoble et Moirans d'autre part. À l'heure actuelle, plus de 180 trains de voyageurs circulent quotidiennement sur chacun de ces deux tronçons.
La liaison ferroviaire transalpine Lyon-Turin devrait, à un horizon post-2030, tripler la ligne entre Lyon et Saint-André-le-Gaz par la création d'une ligne mixte LGV et fret. Cette liaison pourrait soulager la ligne actuelle de son trafic TGV et donc libérer un nombre important de sillons pour le trafic TER.
Un shunt ferroviaire entre Moirans et Rives comprenant un long tunnel a été envisagé afin d'améliorer de 8 minutes les temps de parcours des trains sans arrêt sur cette ligne (actuellement 1h10 pour un TGV par jour, 1h17 pour les TER). Il devait être financé dans le cadre du projet de ligne nouvelle Lyon-Turin mais n'est aujourd'hui plus programmé par l’État.
Enfin le SCOT de la région urbaine grenobloise prévoit la mise à quatre voies de la section Moirans - Grenoble.